# Decalogo di Los Lunas

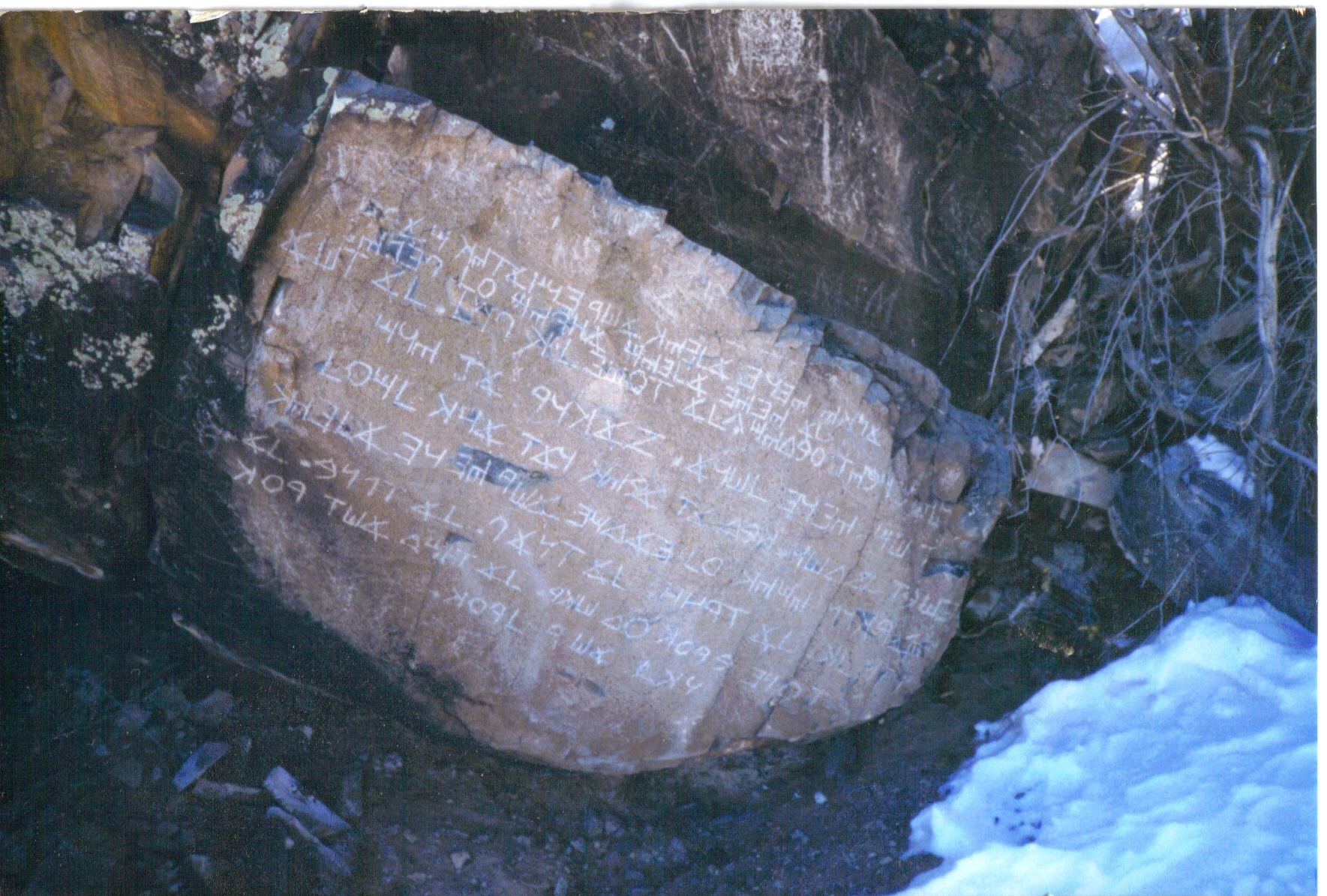
Pietra decalogo di Los Lunas in situ nel 1997

Il decalogo di Los Lunas è un grosso masso sito accanto alla Hidden Mountain, vicino a Los Lunas in Nuovo Messico, a circa 56 km a sud di Albuquerque, che reca un'iscrizione molto regolare incisa su una lastra. La pietra è nota anche come Pietra del mistero di Los Lunas o Pietra dei 10 comandamenti. La pietra è controversa in quanto alcuni sostengono che l'iscrizione sia precolombiana, e quindi la prova di un  primo contatto semitico con le Americhe.

## Storia
La prima menzione storica della pietra risale al 1933, quando fu scoperta dal defunto professore Frank Hibben (1910-2002), un  archeologo dell'Università del Nuovo Messico. Secondo un'intervista del 1996, Hibben era "convinto che l'iscrizione fosse antica e quindi autentica. Riferì che aveva visto per la prima volta il testo nel 1933. All'epoca era coperto da licheni ed era appena visibile. Venne condotto al sito da una guida che l'aveva visto da ragazzo, negli anni '80 del XIX secolo." Tuttavia, la testimonianza di Hibben è macchiata dalle accuse che in almeno due occasioni diverse, aveva creato alcuni o tutti i suoi dati archeologici per supportare la sua teoria della migrazione  pre-Clovis.
La data della scoperta, riferita agli anni 1880, è importante per coloro che credono che la pietra sia di origine precolombiana. Tuttavia, la scrittura paleo-ebraica, che è strettamente correlata con la  scrittura fenicia, era ben nota almeno dal 1870, quindi non precludeva la possibilità di una moderna bufala.

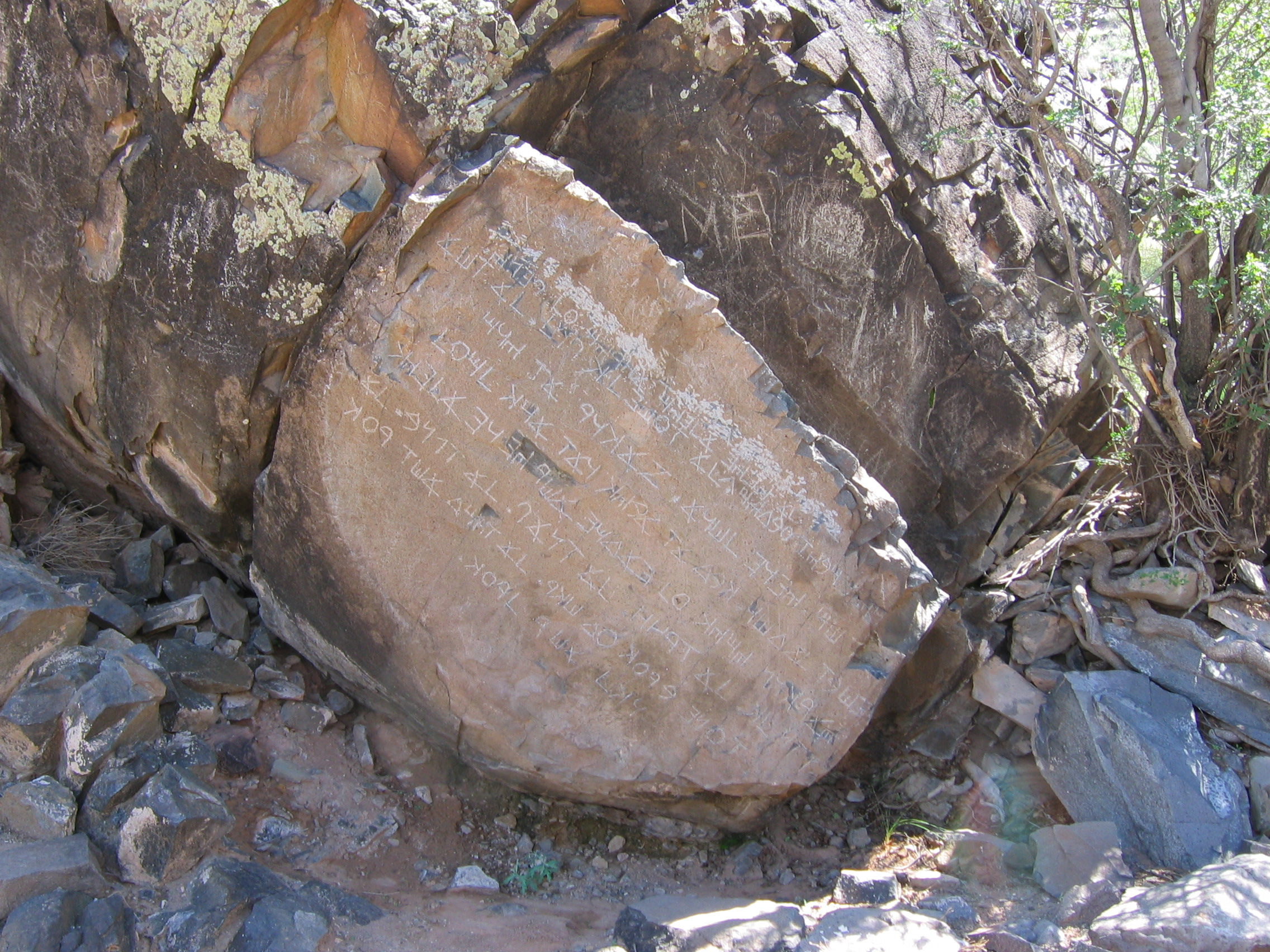
La pietra decalogo di Los Lunas dopo il vandalismo del 2006 del primo rigo.

A causa del peso della pietra, di oltre 80 tonnellate, non fu mai trasferita in un museo o laboratorio per studio e custodia. Molti visitatori hanno ripulito le iscrizioni della pietra nel corso degli anni, probabilmente distruggendo ogni possibilità di analisi scientifica delle iscrizioni. Tuttavia, confrontandola con un'iscrizione moderna sita nelle vicinanze, il geologo George E. Morehouse, un collega di Barry Fell, stimò che avrebbe potuto risalire ad un periodo tra 500 e 2000 anni addietro, spiegando la sua freschezza e la mancanza di patina come dovuto al lavaggio frequente per renderla più visibile.
Nell'aprile del 2006, il primo rigo dell'iscrizione non protetta fu cancellato da vandali.
I visitatori del sito sono tenuti ad acquistare un permesso di accesso di $ 35 presso l'ufficio del Land del Nuovo Messico.

## Controversia

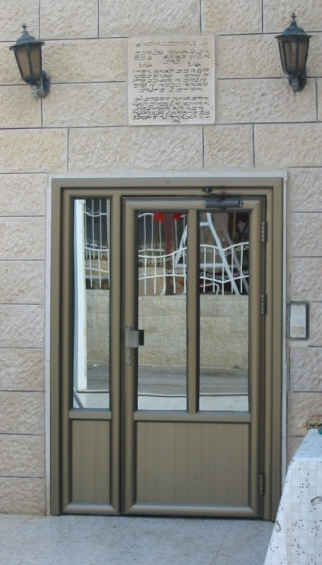
Moderno mezuzah samaritano su una porta. Kiryat Luza, Mount Gerizim.

L'archeologo Cyrus Gordon ha proposto che il decalogo di Los Lunas Decalogue è mezuzah samaritano. La familiare mezuzah ebraica è una piccola pergamena collocata in un piccolo contenitore posto all'ingresso di una casa. L'antico mezuzah samaritano, d'altra parte, era comunemente una grande lastra di pietra posta sulla porta di accesso a una proprietà o ad una sinagoga, recante una versione ridotta del decalogo. Per motivi storici ed epigrafici, Gordon considera il periodo bizantino come il più probabile per l'iscrizione. L'alfabeto samaritano è un diretto discendente di quello paleo-ebraico.
Un argomento contro l'antichità della pietra è il suo uso apparente della moderna punteggiatura ebraica (o altrimenti atipica), sebbene l'epigrafista dilettante Barry Fell abbia sostenuto che la punteggiatura è coerente con l'antichità. Altri ricercatori respingono l'autenticità dell'iscrizione sulla base dei numerosi errori stilistici e grammaticali che compaiono nella stessa.
Secondo l'archeologo Kenneth Feder, "la pietra è quasi certamente un falso". Sottolinea che "la faccia piatta della pietra mostra un'iscrizione molto nitida...". Il suo dubbio principale è tuttavia la mancanza di qualsiasi contesto archeologico. Sostiene che per raggiungere la posizione della pietra sarebbe stato necessario che chiunque l'avesse scritta si sarebbe dovuto "fermare lungo la strada, accamparsi, mangiare, rompere oggetti, smaltire spazzatura, compiere rituali e così via, e quelle azioni avrebbero dovuto lasciare una traccia di prove archeologiche fisiche attraverso il più grande sud-ovest americano, la cui scoperta proverebbe innegabilmente l'esistenza di stranieri nel Nuovo Messico nell'antichità con una cultura ebraica dimostrabilmente antica ... " e afferma che "Non ci sono insediamenti antichi di ebrei precolombiani, nessun sito che contiene detriti quotidiani di un gruppo di antichi ebrei, nulla di una conoscenza almeno superficiale che sarebbe richiesto dalle forme di documentazione archeologica. Dal punto di vista archeologico, ciò è chiaramente impossibile."

## Situazioni simili
La pietra decalogo di Los Lunas viene spesso accostata alla Pietra runica di Kensington, alla Roccia di Dighton e alla Torre di Newport come esempio di monumenti americani di provenienza contestata. Tra altri dello stesso tipo sono comprese l'iscrizione di Bat Creek e le pietre sacre di Newark, Ohio Decalogue Stone, Keystone e  Johnson-Bradner Stone.